# Mascali
Mascali ist eine Stadt der Metropolitanstadt Catania in der Region Sizilien in Italien mit 14.401 Einwohnern (Stand 31. Dezember 2023).

## Lage und Daten
Mascali liegt 34 Kilometer nördlich von Catania am Osthang des Ätnas. Die Einwohner arbeiten hauptsächlich in der Landwirtschaft und in Papierfabriken.
Der Ort hat Anschluss an die Ferrovia Circumetnea.
Die Nachbargemeinden sind: Fiumefreddo di Sicilia, Giarre, Piedimonte Etneo, Riposto und Sant’Alfio.

## Geschichte
Der Ort entstand im Mittelalter. 1928 wurde Mascali durch einen Ausbruch des Ätnas zerstört. Es wurde anschließend an einer sicheren Stelle wieder aufgebaut. Die Bahnstation der Ferrovia Circumetnea liegt deswegen weit außerhalb des Ortes.

## Sehenswürdigkeiten
- Pfarrkirche San Giovanni Abate, erbaut im 1935 im klassizistischen Stil